# Australië op het Eurovisiesongfestival 2017
Australië nam deel aan het Eurovisiesongfestival 2017 in Kiev, Oekraïne. Het was de derde deelname van het land aan het Eurovisiesongfestival. SBS was verantwoordelijk voor de Australische bijdrage voor de editie van 2017.

## Selectieprocedure
De Australische openbare omroep bevestigde op 1 november 2016 te zullen deelnemen aan de komende editie van het Eurovisiesongfestival. Net als de voorbije twee jaren opteerde SBS voor een interne selectie om de Australische act te selecteren. Op 7 maart 2017 werd duidelijk dat de keuze was gevallen op Isaiah Firebrace. In Kiev zal hij Don't come easy ten gehore brengen.

## In Kiev
Australië wist zich op dinsdag 9 mei 2017 in de eerste halve finale te kwalificeren voor de finale door als zesde te eindigen. In de finale werd Australië negende.
2015 · 2016 · 2017 · 2018 · 2019 · 2020 · 2021 · 2022 · 2023 · 2024 · 2025
Albanië · Armenië · Australië · Azerbeidzjan · België · Bulgarije · Cyprus · Denemarken · Duitsland · Estland · Finland · Frankrijk · Georgië · Griekenland · Hongarije · Ierland · IJsland · Israël · Italië · Kroatië · Letland · Litouwen · Macedonië · Malta · Moldavië · Montenegro · Nederland · Noorwegen · Oekraïne · Oostenrijk · Polen · Portugal · Roemenië · San Marino · Servië · Slovenië · Spanje · Tsjechië · Verenigd Koninkrijk · Wit-Rusland · Zweden · Zwitserland